# Ziglipton huedepohli
Ziglipton huedepohli là một loài bọ cánh cứng trong họ Cerambycidae.